# Generátorfüggvény
A matematikában az {\displaystyle r_{0},r_{1},\dots ,r_{i},\dots } sorozat generátorfüggvénye az {\displaystyle R(x)=\sum _{i=0}^{\infty }r_{i}x^{i}} hatványsor.
Több alkalmazása is lehetséges. Segítségével a sorozat további jellemzői deríthetők ki, illetve egyes jellemző mennyiségek számítását is megkönnyíti.
A generátorfüggvényt használjuk a matematikai rekurzív sorozatok n-edik tagjának meghatározására, mint például a Fibonacci-számoknál.
A statisztikában és a valószínűségszámításban a diszkrét valószínűségi változók számára a sorozatokhoz hasonlóan definiálnak generátorfüggvényt:
{\displaystyle G_{\chi }(z)=\sum _{k=0}^{\infty }p_{k}z^{k}} (itt χ jelöli a valószínűségi változót, {\displaystyle p_{k}} pedig a {\displaystyle P(\chi =k)} valószínűséget).
A valószínűségszámításban a valószínűséggeneráló függvény segítségével meghatározhatók az eloszlás és a valószínűségi változó különféle jellemzői, illetve megkönnyíti bizonyos műveletek (független valószínűségi változók összegének jellemzése, konvolúció, összeg kiszámítása).

## Tulajdonságai
- Kapcsolat a várható értékkel: {\displaystyle G_{\chi }(z)=\mathbf {E} z^{\chi }}
- A generátorfüggvény hatványsora abszolút konvergens a |z|<1 körben. Ebben a körben a generátorfüggvény differenciálható, a deriválás tagonként elvégezhető, és a derivált hatványsor is konvergens ezen a körön belül.
- A generátorfüggvény és az eloszlás kölcsönösen meghatározza egymást. Ez a kapcsolat folytonos. A generátorfüggvény k-adik deriváltjával:

{\displaystyle p_{k}={\frac {G_{\chi }(x)^{(k)}(0)}{k!}}}
- Ha a hatványsor nagyobb körben is konvergál, akkor:

{\displaystyle G'_{\chi }(z)=\sum _{k=1}^{\infty }kp_{k}z^{k-1}=\sum _{k=0}^{\infty }kp_{k}z^{k-1}}
{\displaystyle G'_{\chi }(1)=\mathbf {E} \chi }
- Tetszőleges r-re:

{\displaystyle G_{\chi }^{(r)}(z)=\sum _{k=r}^{\infty }k(k-1)\dots (k-r+1)p_{k}z^{k-r}=\sum _{k=0}^{\infty }k(k-1)\dots (k-r+1)p_{k}z^{k-r}}
- Ha r=2:

{\displaystyle G_{\chi }^{(2)}(z)=\sum _{k=2}^{\infty }k(k-1)p_{k}z^{k-2}=\sum _{k=0}^{\infty }k(k-1)p_{k}z^{k-2}}
{\displaystyle G_{\chi }^{(2)}(1)=\mathbf {E} \chi ^{2}-\mathbf {E} \chi }
- A generátorfüggvény r-szeri deriválhatósága balról x=1-ben ekvivalens az összes momentum létezésével egészen az r-edik momentumig.
- A generátorfüggvény és a konvolúció kapcsolata:

{\displaystyle G_{\chi +\eta }(z)=G_{\chi }(z)G_{\eta }(z)}

## Nevezetes eloszlások generátorfüggvénye
- Az (n, p) paraméterű binomiális eloszlás generátorfüggvénye:

{\displaystyle G(z)=(1-p+pz)^{n}\,}
- A λ paraméterű Poisson-eloszlás generátorfüggvénye:

{\displaystyle G_{\chi }(z)=e^{\lambda (z-1)}\,}
- A p paraméterű geometriai eloszlás generátorfüggvénye:

{\displaystyle G_{\chi }(z)={\frac {p}{1-(1-p)z}}={\frac {p}{1-qz}}} (ahol {\displaystyle q=1-p})
- Az (r, p) paraméterű negatív binomiális eloszlás generátorfüggvénye:

{\displaystyle G_{\chi }(z)=\left({\frac {p}{1-(1-p)z}}\right)^{r}=\left({\frac {1-q}{1-qz}}\right)^{r}} (ahol {\displaystyle q=1-p})